# Poppelodling

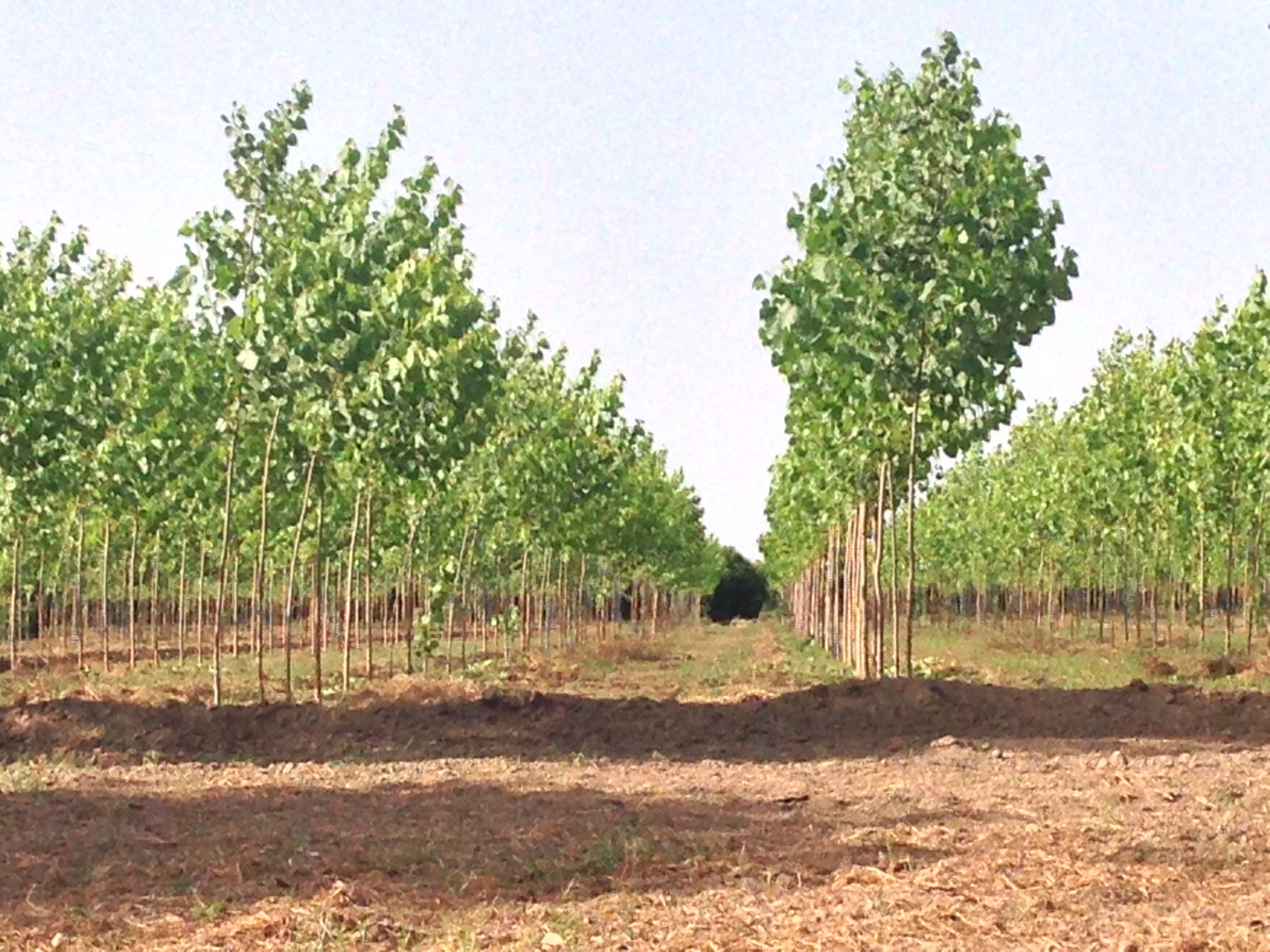
Poppelodling (Punjab, Indien).

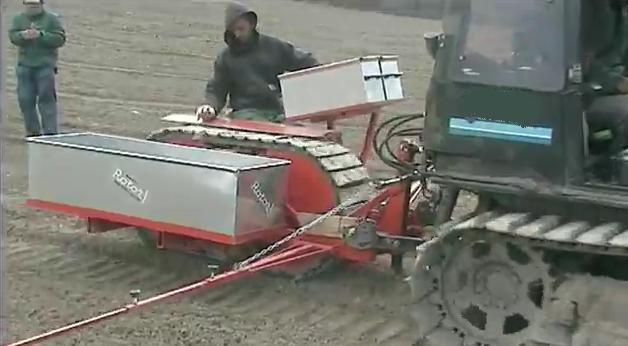
Plantering av poppelsticklingar i plantskola för popplar till produktion av biomassa.

Poppelodling innebär att träd i poppelsläktet (Populus) odlas för att ge energi och papper.

## Bakgrund
I Sverige har utretts olika trädslags effektivitet i att omvandla strålningsenergin i solljuset. Därvid har man funnit att några få arter inom den stora växtfamiljen Salicaceae (till exempel olika arter av pil, asp, vide och poppel) är överlägsna alla andra arter. Många tester och även odlingar i full skala har visat på årliga produktionsnivåer på mellan 10 och 20 ton torr ved biomassa per hektar. En produktion som energimässigt motsvarar 45 000 till 90 000 kWh per hektar och år.
Idag (2014) föreligger resultat främst från en sammanställning, som redovisar de praktiska tillämpningarna av teoretiska överväganden i form av varierande poppelklontester och -odlingar, lokaliserade till olika delar av Sverige från Ystad i söder (Kadesjö, Näsbyholm) till Gällivare i norr (Ätnarovas försökspark) (för detaljer se boken: Papperspopplar och energipilar).
En bidragande orsak till det ökade intresset i Sverige för odling av snabbväxande trädslag på nedlagd jordbruksmark och bördig skogsmark var jordbrukets överproduktion och statens subvention av densamma. Subventionen uppgick i början av 80-talet till 3 miljarder kronor per år. I mitten av 1980-talet kom EU med i bilden med dess subventioner av trädesjordbruk och av alternativa grödor speciellt för energiändamål. Från denna tid utvecklades energiskogsodlingen framför allt med snabbväxande kloner från vide- eller pilsläktet (Salix) som basmaterial. Under denna tid arbetade SkogForsk vidare med främst hybridasp, men även en del med hybridpopplar.
Som komplement till salixodlingen planterades popplar i början av 1990-talet på några gårdar i Skåne, till exempel på Sångletorp, Rydsgård, Kadesjö och Näsbyholm. Eftersom det då endast fanns växtmaterial kvar i kommersiella mängder av en enda poppelklon efter all forskning i Sverige under 1900-talets första hälft, fick det bli den som planterades, nämligen OP 42. Den klonen är en korsning mellan Populus maximowiczii (från Japan) och Populus trichocarpa (från USA).
Ovan nämnda planteringar genomfördes 1991−92. Sångletorp och Rydsgård skördades 2003 och Kadesjö 2011, medan Näsbyholm fortfarande år 2013 är i full sving och ge värdefull information om den fortsatta utvecklingen av poppelplanteringar och hur länge den höga produktionen kan upprätthållas.
Utvecklingstendenser inom det ryska skogsbruket har också bidragit till ökat intresse för poppelodling i Sverige. I början på 2000-talet importerade Sverige stora mängder vedråvara från bland annat Ryssland. Importen uppgick vissa år till så mycket som 13 miljoner kubikmeter. Omkring 2007 började ryssarna belägga denna export av vedråvara till både Sverige och Finland med tullar, som höjdes år efter år. Till slut blev tullarna så höga att importen helt lades ner. Detta har haft till följd, att en del pappersbruk har måst läggas ner både i Sverige och Finland.

## Aktuellt växtmaterial
Man indelar poppelsläktet i svart-, vit- och balsampopplar samt aspar. Arter av släktet finns spridda över större delen av norra halvklotet, främst inom den tempererade zonen. På södra halvklotet har man istället trädarter inom Eucalyptussläktet som de mest snabbväxande trädslagen. De flesta poppelarter är snabbväxande och alla har han- och honblommor på skilda träd (tvåbyggare). Båda typerna av blommor sitter i hängen och slår ut före bladen. Alla arterna är vindpollinerade. Fröets bas är omgivet av långa silkeslika hår. Hybrider är vanligt förekommande.
För Nordeuropa aktuella poppelarter och deras vetenskapliga och svenska namn:
- Vita popplar
  - Populus alba (Linné), silverpoppel
- Svarta popplar
  - Populus deltoides (Marshall), virginiapoppel
  - Populus nigra (Linné), svartpoppel
  - Populus lasiocarpa, (Oliver) kinesisk svartpoppel
- Balsampopplar
  - Populus maximowiczii (Henry), japansk balsampoppel
  - Populus trichocarpa (Torry & Gray), kanadensisk poppel, jättepoppel
  - Populus simonii (Carrière), kinesisk poppel
  - Populus balsamifera (Linné), balsampoppel
- Aspar
  - Populus tremula (Linné), asp
  - Populus tremuloides (Michaux), amerikansk asp

Några vanligt förekommande hybrider och deras svenska namn:
- P. tremula × P. tremuloides, hybridasp
- P. trichocarpa × P. deltoides, jättepoppel, hybridpoppel
- P. balsamifera × P.deltoides, P. × candicans, hybridpoppel
- P. alba × P. tremula, P. × canescens, gråpoppel
- P. deltoides × P. nigra, P. × canadensis, kanadapoppel

Den enda representanten för poppelsläktet som växer naturligt i Sverige är den europeiska aspen, Populus tremula, som motsvaras på andra sidan Atlanten av den nordamerikanska aspen, Populus tremuloides. Hybrider mellan dessa båda arter kallas i Sverige för hybridasp och användes idag i någon liten utsträckning inom svenskt skogsbruk. I centrala och södra Europa, Nordafrika, Mindre Asien och Sibirien växer arterna Populus nigra (svartpoppel) och Populus maximowiczii. I Nordamerika på östkusten upp till de stora sjöarna finns arten Populus deltoides och på västkusten ända upp till norra Alaska finns Populus trichocarpa, i Sverige ibland kallad jättepoppel, och Populus balsamifera. Populus trichocarpa växer väster om Klippiga bergen och Populus balsamifera öster om dessa. De två sistnämnda arterna är så lika att de kan skiljas åt endast på fröställningskaraktärerna. Alla dessa arter kan i stort sett korsa sig med varandra och hybriderna kallas hybridpopplar.
Alla poppelarter ställer stora krav på vattentillgången och på markens vattenhållande förmåga. Därför anbefalls stor försiktighet vid val av marker för poppelplanteringar i östra Sverige. Däremot visar olika poppelarters utbredning och tillväxtpotential i Alaska, att om rätt provenienser kan införskaffas, kan poppel odlas i hela landet. Poppelkloner från olika breddgrader i Alaska och i Northwest Territories i Kanada, ända upp till 67 grader nordlig bredd finns idag i odling vid Sveriges lantbruksuniversitet i Ultuna i Uppsala och på friland i Kassjö utanför Umeå, samt i trakten av Gällivare.
Mineraljordar är att föredra, men även rena mossmarker med pH över 5,5 (Carexmossar) kan också utnyttjas. På styva leror utvecklar poppelplantor en ”stampperiod” på några år, men när de sedan kommer igång, är produktionen tillfredsställande. Sandmarker bör undvikas på grund av deras låga vattenhållande förmåga, så vida de ej har ett rörligt grundvatten relativt ytligt. I sådana fall kan just dessa marker bli de absolut mest produktiva, om man har förstånd att tillgripa en balanserad gödslingsregi.

## Vedbiomassaproduktion
Flera poppelarter har en hög biomassaproduktion och volymtillväxt och kan odlas med korta omloppstider. Efter avverkning hos flera poppelarter- och hybrider skjuter stubbarna skott som också kan ha en hög biomassaproduktion.
Noggrant utvalda poppelkloner producerar mer biomassa på kort tid än något annat trädslag i Sverige med undantag av kommersiella Salixkloner. Som exempel på uppnådda produktionsnivåer i hektarstora odlingar redovisas här resultaten från två odlingar, en i södra Skåne, på Näsbyholms marker, och en från Uppland, på Sätuna säteris marker.
- Näsbyholm, carexmosse, planterad 1991, h-asp (Populus tremula × P. tremuloides), 868 stammar/ha, 2 ha
- Näsbyholm, carexmosse, planterad 1991, h-poppel (OP 42),P. maximowiczii × P. trichocarpa, 720 stammar/ha, 2 ha
- Sätuna, nedlagd jordbruksmark, h-poppel (OP 42), 750 stammar/ha, 1 ha
- Sätuna, nedlagd jordbruksmark, h-asp, 760 stammar/ha, 1 ha

## Problem och skador vid poppelodling
Problemen med denna typ av odling är dels att den måste hägnas, dels att den kan utsättas för insekts- och svampattacker. När det gäller svampar är det främst röt- och bladrostsvampar som bekymra. Insektsangreppen har hittills varit begränsare men entomologer varnar för, att om vidsträckta odlingar etableras kan det medföra massförökning och invasion av till exempel bladätande skalbaggar eller fjärilslarver eller av borrande insekter som samtidigt sprider rötsvampar i veden. Motmedlet mot rötskadesvampar tycks vara näringsrika förhållanden. Även bladrostsvampar kan i framtiden utvecklas till ett stort bekymmer.